# Tågexplosionen i östra Indien 2006
Den 20 november 2006 inträffade en explosion ombord på ett tåg omkring 550 kilometer norr om Calcutta, Indien. Uppgifterna är ännu mycket knapphändiga men antalet döda är ännu 5 och antalet skadade ligger på 25 till 50 personer. Orsaken till explosionen är ännu okänd. En polisofficer säger att antalet döda kan fortsätta att stiga under dagen. 